# Киш (остров)
Киш (перс. کیش‎) — небольшой остров в Персидском заливе, на юге Ирана. Входит в состав остана Хормозган. Является главным пляжным курортом Ирана и одним из самых популярных мест отдыха в Персидском заливе. Вся территория острова имеет статус свободной экономической зоны.

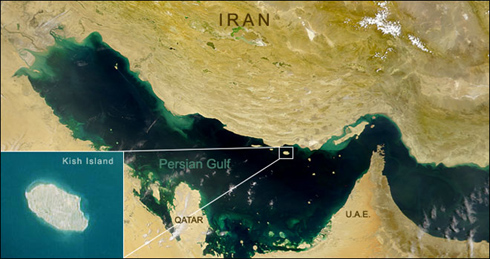

В 2010 году американское издание The New York Times опубликовало список десяти самых красивых и живописных островов мира, в который был включён и остров Киш. Остров Киш находится в пятёрке самых популярных и известных мест отдыха южной части Ближнего Востока, наряду с городами отдыха ОАЭ и египетским городом-курортом Шарм-эш-Шейх.

## Расположение и география
Остров Киш полностью окружён водами Персидского залива. Площадь острова составляет 91,5 км².

## Туризм

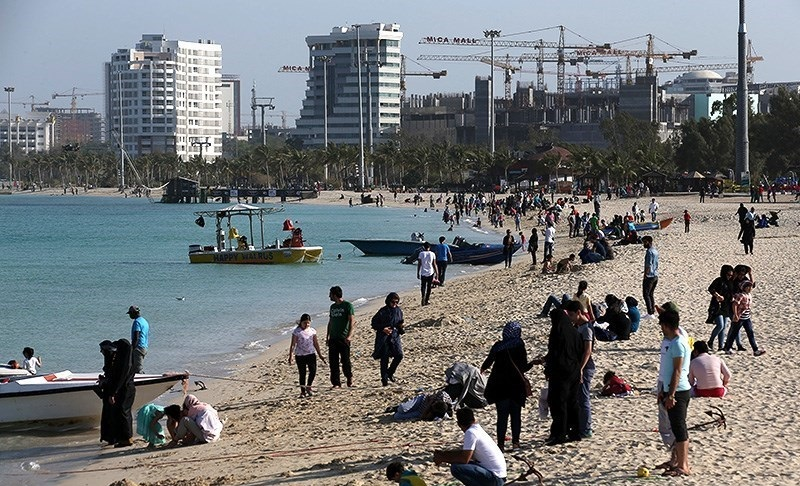
Отели

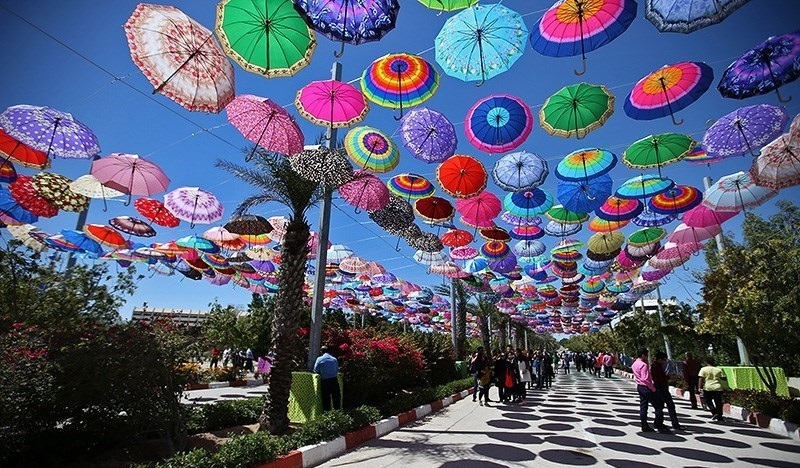
Зонтики

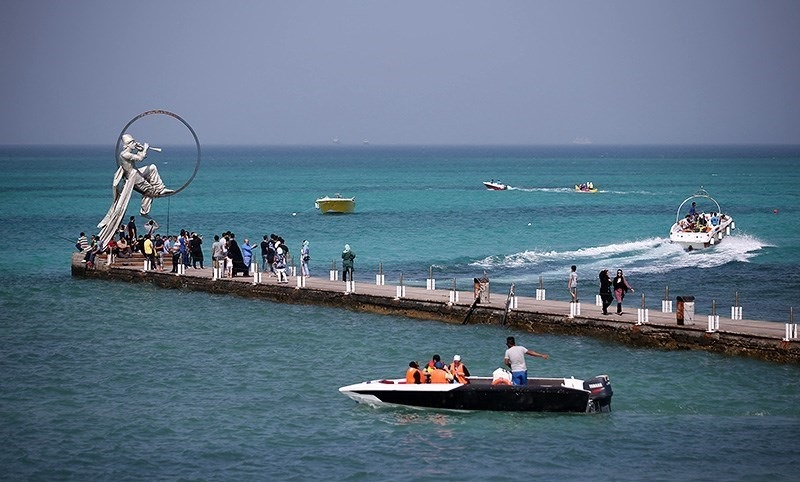
Катера

Экономика острова полностью ориентирована на туризм: отели, торговые центры, свободная экономическая зона для привлечения иностранных гостей (в основном из ОАЭ), гражданам России виза для посещения острова не нужна. Курорт мусульманской страны имеет свою специфику: у отелей нет собственных пляжей, есть мужской пляж в курортном районе и закрытый женский пляж в стороне от зоны отелей.

## Достопримечательности
- Греческий корабль, севший на мель почти 50 лет назад.
- Зоопарк и дельфинарий.
- Красивая действующая мечеть.